# Anthony de Rothschild
Pour les autres membres de la famille, voir Famille Rothschild.
Sir Anthony-Nathan de Rothschild (29 mai 1810, Londres - 3 janvier 1876, Woolston), 1er baronnet (en), est un banquier britannique.

## Biographie
Fils de Nathan Mayer Rothschild, il étudie à l'université de Göttingen et à l'université de Strasbourg. Il rentre dans la banque NM Rothschild & Sons à Londres, puis dans la banque Rothschild Frères à Paris et dans la banque M A Rothschild & Söhne à Francfort.
Il devient associé de la banque NM Rothschild & Sons en 1836, à la suite du décès de son père. Il prend part à de nombreux investissements à travers l'Europe (Compagnie des chemins de fer du Nord, Compagnie des chemins de fer de Paris à Lyon et à la Méditerranée, Imperial Lombardo Venetian and Central Italian Railway Company, ...).
Il est créé baronnet par la reine Victoria en 1847.
Il acquiert Aston Clinton House (en) dans les années 1850.
Il est nommé High Sheriff of Buckinghamshire en 1861.
Marié en 1840 à sa cousine Louise Montefiore (1821-1910), nièce de Moses Montefiore et petite-fille de Mayer Amschel Rothschild, il est le beau-père de Cyril Flower (1er baron Battersea) (en) et d'Elliot Yorke (en).